# Santuario di Santa Maria della Ginestra
Il santuario di Santa Maria della Ginestra è un edificio sacro che si trova in località Lèvane, a Bucine.
La chiesa fu costruita probabilmente intorno ad una maestà viaria ed è documentata dal XIII-XIV secolo. Il luogo è da sempre dedicato al culto mariano, forse da collegarsi alla vicinanza di una fonte, le cui acque erano ritenute miracolose, in particolare per l'allattamento. Nel corso dei secoli il santuario ha subito vari interventi, tra i quali la ricostruzione del 1675 e la ristrutturazione del 1902 con l'aggiunta dell'abside, del campanile e del portico.
Ad aula unica, presenta sulla facciata tracce d'intonaci quattro-cinquecenteschi. L'interno, coperto da capriate lignee, conserva sul seicentesco altare maggiore un affresco raffigurante la Madonna della Cintola, opera fiorentina collocabile tra la fine del XIV secolo e gli inizi del XV.